# Ani Choying Drolma
Ani Choying Drolma (Kathmandu 4 juni 1971), ook wel bekend als Choying Drolma en Ani Choying (Ani, "non" als eretitel) is een Boeddhistische non en muzikante uit het klooster van Nagi Gompa in Nepal. Zij is bekend in zowel Nepal als daarbuiten wegens haar interpretaties van Tibetaans boeddhistische muziek en chants. Ani Choying spreekt Nepalees, Hindi, Tibetaans en Engels.

## Biografie
Ani Choying werd geboren in Nepal als dochter van Tibetaanse vluchtelingen. Zij zocht toevlucht in het kloosterleven om te ontsnappen aan haar vader die haar regelmatig sloeg, en ze werd op de leeftijd van 13 jaar opgenomen in het Nagi Gompa klooster. In het klooster werd haar talent onderkend door de Rinpoche en diens vrouw, en leerde zij naast meditatie, rituelen en ceremonieën de muziek die haar later beroemd zou maken. Zij werd de persoonlijk assistente van Tulku Urgyen Rinpoche tot diens dood in 1996.
Het klooster werd regelmatig bezocht, ook door westerlingen, vaak om te worden onderricht door de Rinpoche. Zij noemden Ani gekscherend "Ani Chewing Gum" (chewing gum is Engels voor kauwgum), en zij leerde van de bezoekers Engels. In 1994 bezocht gitarist Steve Tibbetts het klooster en stuurde opnames van Ani Choying naar muziekproducent Joe Boyd. Nadat Boyd er zijn goedkeuring aan gaf nam Tibbetts in 1997 met Ani Choying het albums Cho op, en een jaar later haalde hij Ani Choying en twee andere nonnen naar de Verenigde Staten voor een tournee. Het eerste concert vond plaats in de Iron Horse Saloon in Northampton (Massachusetts) en verliep niet geheel storingvrij. De nonnen waren niet alleen niet gewend aan publiek, maar ook de stroomlijning met de begeleidingsband en de lichtshow hadden ze niet in de vingers. Toch werden zij door het publiek omarmd en sindsdien is Ani Choying zes maanden per jaar op tournee door landen als Brazilië, China, Singapore, Rusland, Frankrijk en Duitsland.
Later nam zij ook een album op met Sina Vodjani, en inmiddels is Ani Choying deel van een groep van Tibetaanse muzikanten die buiten Tibet optreden, tezamen met de zangers Techung, Karjam Saeji, Amchok Gompo Dhondup, Phurbu T Namgyal en Yungchen Lhamo, fluitspeler Nawang Khechog en de Joods-Amerikaanse Tibetaans genre speler Amalia Rubin.
Ani Choying was ambassadrice voor de eerste Wereld Nieren Dag in 2006 in Nepal; van 2007 tot 2009 nam zij zitting in de Lumbini Development Trust; in 2010-2011 in de organisatie en het selectiecomité van de Gautam Buddha International Peace Award. Ze was cultureel ambassadeur voor World View Nepal, goodwill ambassadeur in 2011 voor Nepal Tourism Year; betrokken bij Rollback Violence Campaign Nepal, voorzitter van de Aarogya Foundation en adviseur voor de Nepal Buddhist Federation. 

## Muziek
Van Ani Choying werden tot nu toe 10 albums uitgebracht. Haar muziek combineert Tibetaanse melodieën met Nepalese teksten, veelal van Durga Lal Shrestha, en er wordt gebruikgemaakt van zowel traditionele instrumenten als klankschalen als moderne zoals synthesizers.

## Nuns' Welfare Foundation
Op zoek naar meer mogelijkheden voor boeddhistische nonnen om zich te ontwikkelen richtte Ani Choying in 1998 de Nuns' Welfare Foundation (NWF) of Nepal op die wordt gefinancierd door de opbrengsten van haar concerten, cd-verkopen en giften. Het belang van deze stichting is onderwijs voor vrouwen, in Nepal volgt slechts 24% van de vrouwen onderwijs, tegen bijna 60% van de mannen. Monniken worden onderwezen in talen, geschiedenis en exacte vakken, terwijl dat voor nonnen geheel niet het geval was. In 2000 startte zij dan ook onder de vlag van de NWF de Arya Tara School voor zowel seculier als religieus onderwijs in Tibetans, Dharma, Nepalees, Engels, wis- en natuurkunde aan ruim 70 jonge nonnen. In 2007 werd wederom door de NWF de Thangka Painting School opgericht, de eerste en tot nu toe enige school voor onderwijs in de Tibetaanse kunst van Thangka schilderen. Ani Choying ondersteunt ook de Arogya Foundation, die ten doel heeft nierdialyse in Nepal beschikbaar te maken, en het ECDC centrum waar kinderen worden opgevangen waarvan de ouders een gevangenisstraf uitzitten.
In samenwerking met de Duitse Stifung Für die Welt werd in 2006 een drinkwaterproject uitgevoerd in het dorp Seti Devi, bestaande uit een drinkwaterreservoir en individuele leidingen naar de diverse huizen.

## Kritiek
Toen Ani Choying met haar muziek buiten het klooster ging optreden werd zij door diverse boeddhisten bekritiseerd. Zij vroeg vervolgens haar leermeester Tulku Urgyen Rinpoche om raad, met als uitgangspunt dat als hij het niet zou goedkeuren, zij zou stoppen met optreden. Tulku Urgyen reageerde echter positief: "Well, these are all great powerful mantras it doesn't matter whoever, whether they are believers or nonbelievers, whoever gets to hear it will be benefited." (Dit zijn allemaal krachtige mantras, het doet er niet toe wie, of het nu gelovigen zijn of niet, wie het hoort zal er profijt van hebben).

## Trivia
- Ani Choying is een fan van Bonnie Raitt. Toen zij voor het eerst op zoek ging naar Westerse muziek kreeg zij van iemand een cassette met muziek van deze Amerikaanse zangeres. Het respect bleek wederzijds te zijn toen Ani Choying jaren later in San Francisco door Raitt werd aangesproken met 'Hi, my name is Bonnie Raitt and I am one of your greatest fans' (Hallo, ik ben Bonnie Raitt en ik ben een van je grootste fans).

## Discografie
- Chö (1997)
- Dancing Dakini (1999)
- Choying (2000)
- Moments Of Bliss (2004)
- Selwa (2004, met Steve Tibbetts)
- Smile (2005)
- Inner Peace (2006)
- Ama (2009)
- Matakalaa (2009)
- Inner Peace 2 (2010)
- Mangal Vani (2011)